# Provincia di Takéo
La provincia di Takéo è una provincia della Cambogia situata nella parte meridionale del paese al confine col Vietnam; la sua capitale è l'omonima città di Takéo.
Takéo è la provincia che ha dato i natali a Ta Mok, esponente dei Khmer rossi.

## Amministrazione
La provincia di Takéo è suddivisa in 10 distretti, 100 comuni e 1117 villaggi:

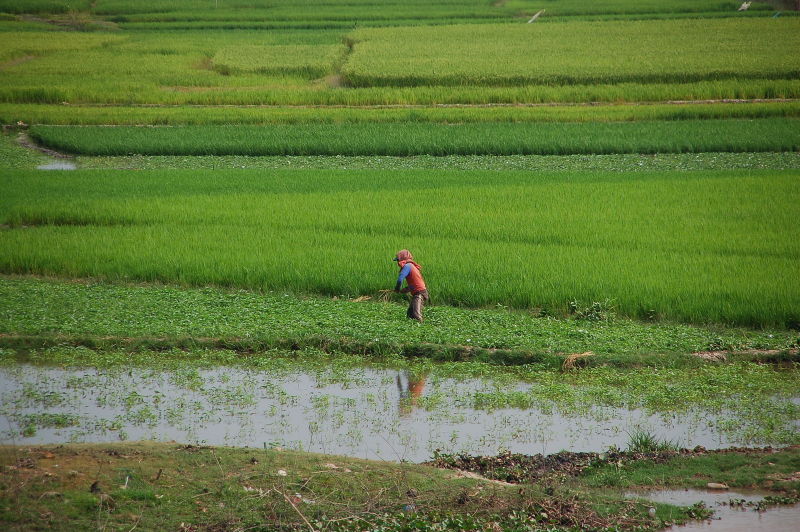
Campi di riso nei pressi di Takéo.

| Codice ISO | Nome del Distretto          | Nome del distretto in lingua khmer |
| ---------- | --------------------------- | ---------------------------------- |
| 2101       | Angkor Borei                | អង្គរបុរី                             |
| 2102       | Distretto di Bathi          | បាទី                                 |
| 2103       | Distretto di Bourei Cholsar | បុរីជលសារ                             |
| 2104       | Distretto di Kiri Vong      | គីរីវង្ស                              |
| 2105       | Distretto di Kaoh Andaet    | កោះអណ្តែត                              |
| 2106       | Distretto di Prey Kabbas    | ព្រៃកប្បាស                             |
| 2107       | Distretto di Samraŏng       | សំរោង                                |
| 2108       | Distretto di Doun Kaev      | ដូនកែវ                               |
| 2109       | Distretto di Tram Kak       | ត្រាំកក់                               |
| 2110       | Distretto di Treang         | ទ្រាំង                                |